# Maackia tashiroi
Maackia tashiroi är en ärtväxtart som först beskrevs av Ryôkichi Ruôkichi Yatabe, och fick sitt nu gällande namn av Tomitaro Makino. Maackia tashiroi ingår i släktet Maackia och familjen ärtväxter. Inga underarter finns listade i Catalogue of Life.